# Lygodactylus tolampyae
Lygodactylus tolampyae (карликовий гекон Грандідьє) — вид геконоподібних ящірок родини геконових (Gekkonidae). Ендемік Мадагаскару.

## Поширення і екологія
Карликові гекони Грандідьє широко поширені в прибережних районах на заході острова Мадагаскар, а також спостерігалися в деяких районах Центрального нагір'я. Вони живуть в сухих тропічних лісах і деградованих лісах. Зустрічаються на висоті до 800 м над рівнем моря, на Центральному нагір'ї на висоті до 1600 м над рівнем моря. Відкладають яйця.